# Martinov (Vlkovice)
Martinov je osada, část obce Vlkovice v okrese Cheb v Karlovarském kraji. Nachází se asi dva kilometry jihovýchodně od Vlkovic. Je zde evidováno 30 adres. V roce 2011 zde trvale žilo 10 obyvatel.
Martinov leží v katastrálním území Martinov u Mariánských Lázní o rozloze 2,51 km².

## Historie
První písemná zmínka o vesnici pochází z roku 1459.

## Obyvatelstvo
Podle sčítání 1930 zde žilo v 28 domech 144 obyvatel. 143 obyvatel se hlásilo k německé národnosti. Žilo zde 144 římských katolíků.
| Rok            | 1869 | 1880 | 1890 | 1900 | 1910 | 1921 | 1930 | 1950 | 1961 | 1970 | 1980 | 1991 | 2001 | 2011 | 2021 |
| -------------- | ---- | ---- | ---- | ---- | ---- | ---- | ---- | ---- | ---- | ---- | ---- | ---- | ---- | ---- | ---- |
| Počet obyvatel | 132  | 142  | 121  | 119  | 102  | 108  | 144  | 49   | 35   | 23   | 18   | 14   | 17   | 10   | 21   |
| Počet domů     | 20   | 20   | 21   | 21   | 21   | 23   | 28   | 19   | .    | 7    | 7    | 5    | 8    | 9    | 11   |

## Obecní správa
Při sčítání lidu v letech 1850–1956 Martinov byl osadou obce Pístov, se kterým patřil nejprve do okresu Planá, ale v letech 1900–1950 v okrese Mariánské Lázně. V letech 1957–1976 byl částí obce Vlkovice v okrese Cheb. Od 1. dubna 1976 do 23. listopadu 1990 byl částí obce Mariánské Lázně v okrese Cheb. Od 24. listopadu 1990 je opět částí obce Vlkovice v okrese Cheb.

## Další fotografie

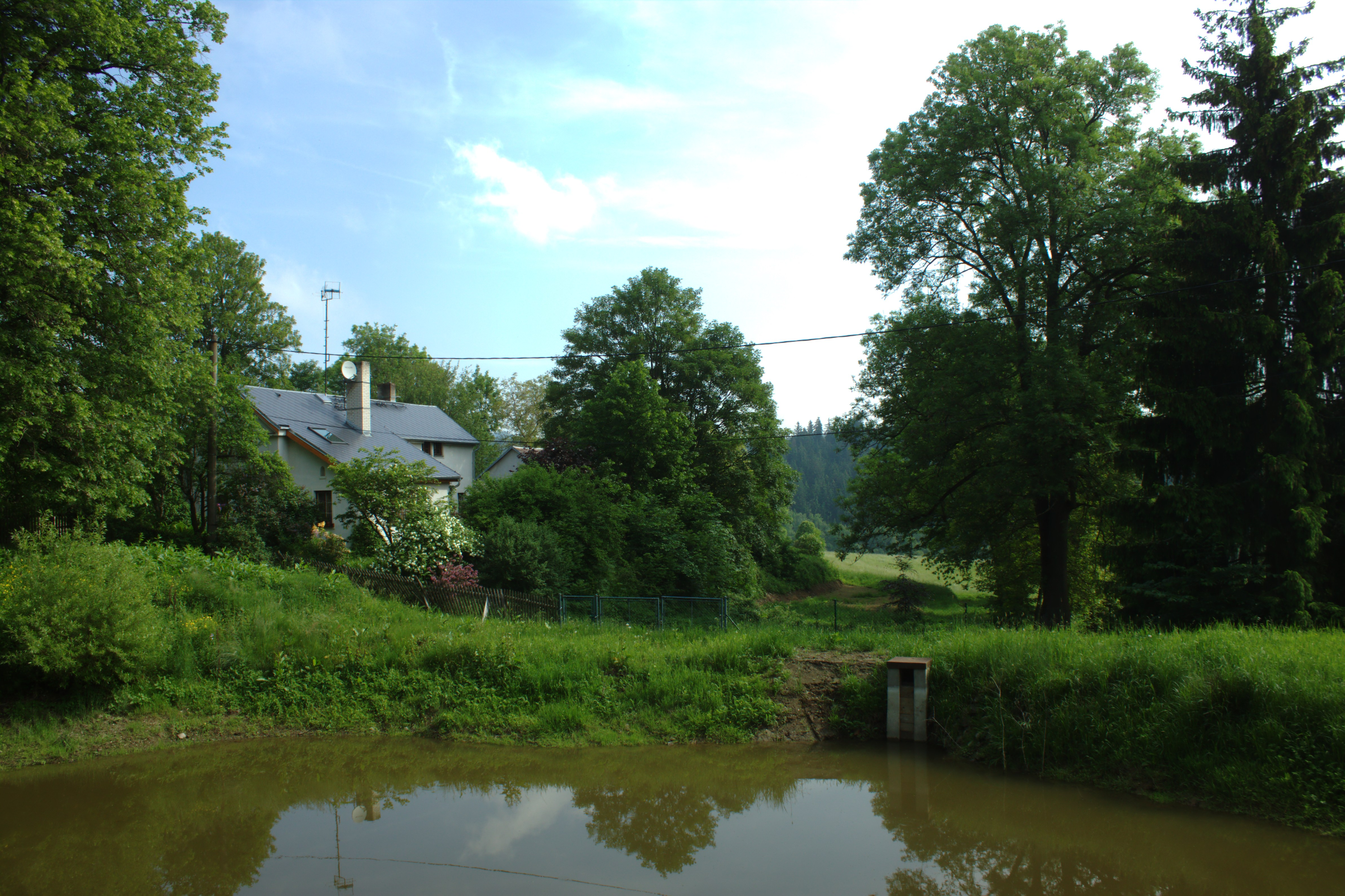
Rybník na návsi
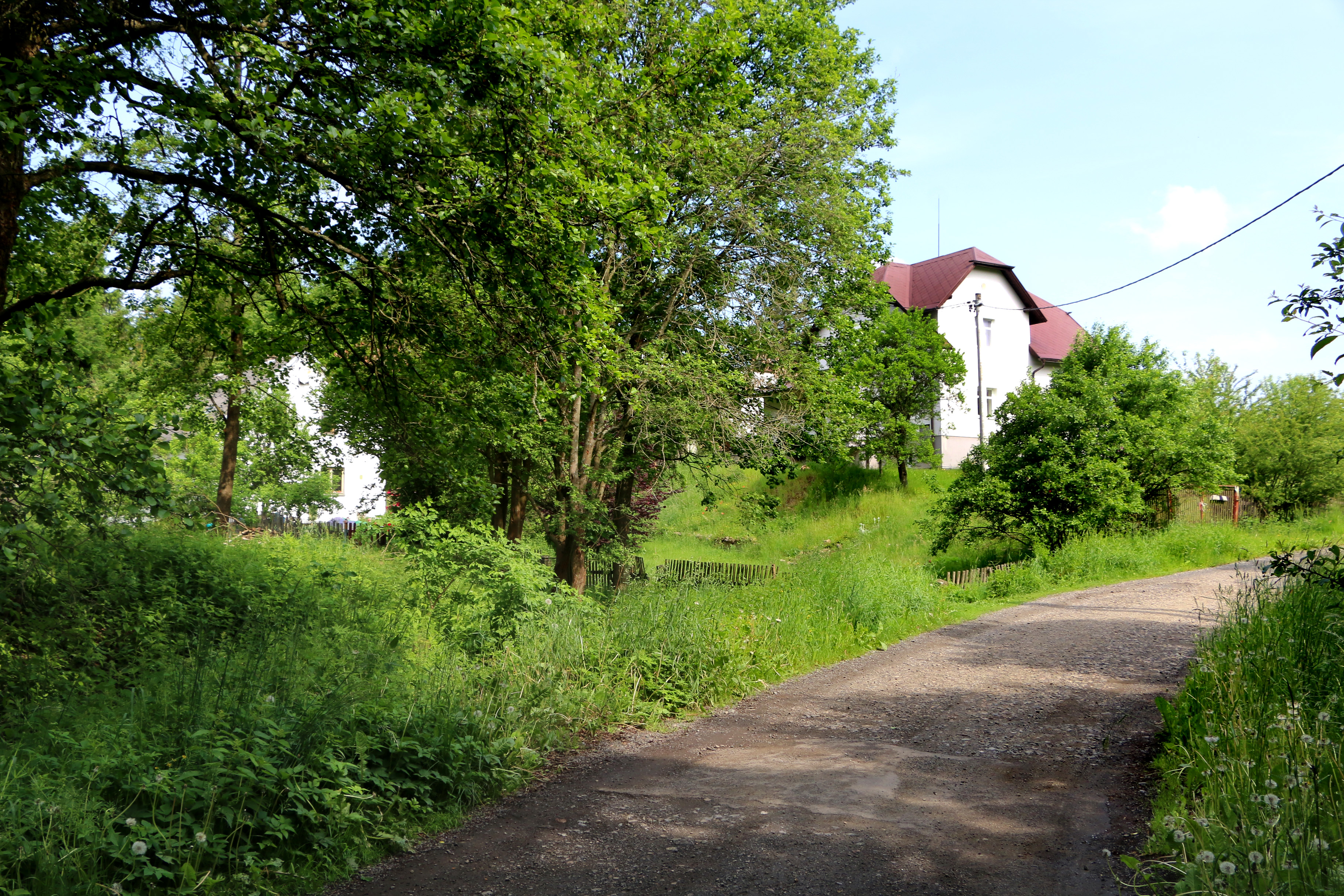
Dům čp. 24 na východě vesnice
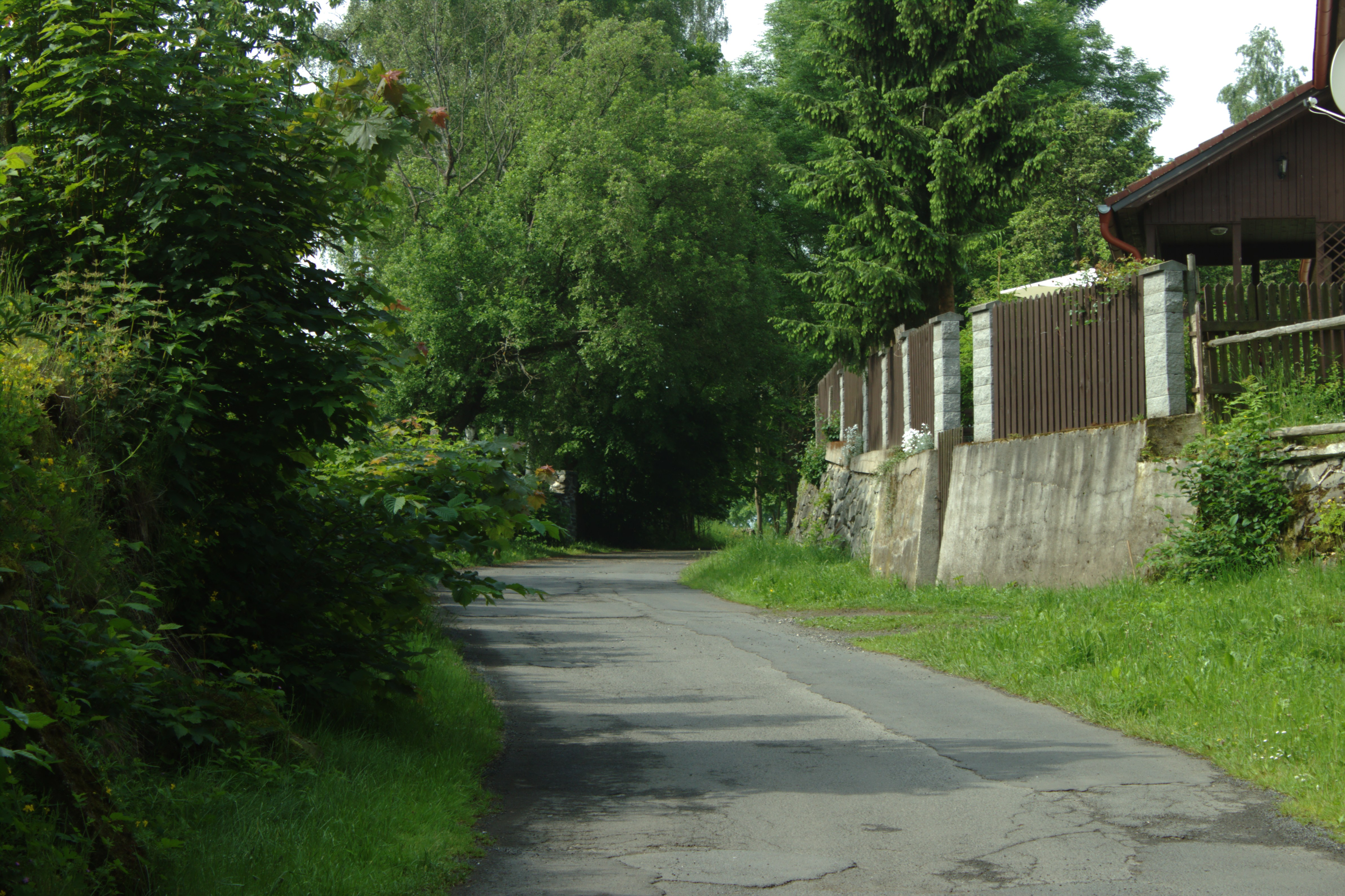
Silnice k Mariánským Lázním